# Рефлекс Гордона
Рефлекс Гордона — (патологический стопный разгибательный рефлекс) проявляющийся в медленном разгибании I пальца стопы и веерообразным расхождением других пальцев при сдавлении икроножных мышц. Назван в честь американского невролога французского происхождения Альфреда Гордона.

## Патофизиология
Является проявлением поражения системы центрального двигательного нейрона, которая включает двигательные нейроны прецентральной извилины коры головного мозга, а также их аксоны, составляющие кортикоспинальный путь (лат. tractus corticospinalis), идущие к двигательным нейронам передних рогов спинного мозга. Волокна кортикоспинального пути проводят тормозные импульсы, которые препятствуют возникновению онтогенетически более старых сегментарных спинальных рефлексов. При поражении системы центрального двигательного нейрона поступление тормозных импульсов к двигательным нейронам спинного мозга прекращается, что в частности проявляется возникновением патологического рефлекса Гордона.

## Рефлекторная дуга и значение
Рефлекторная дуга и значение рефлекса Гордона схожи с таковыми рефлекса Бабинского (см. рефлекс Бабинского).
В раннем детском возрасте физиологичен и не является проявлением патологии центральной нервной системы.

## Внешняя ссылка
- Библиография первых статей, где описан рефлекс Гордона